# Фантастические твари
«Фантастические твари» (англ. Fantastic Beasts) — серия фильмов режиссёра Дэвида Йейтса и спин-офф-приквел к сериям романов и фильмов о Гарри Поттере. Серия выпущена компанией Warner Bros и состоит из трёх фэнтезийных фильмов: «Фантастические твари и где они обитают», «Фантастические твари: Преступления Грин-де-Вальда» и «Фантастические твари: Тайны Дамблдора». «Фантастические твари» — вторая серия фильмов во франшизе «Волшебный мир».
Роулинг написала сценарии ко всем фильмам, а сценарист серии фильмов о Гарри Поттере, Стив Кловис вернулся для переписывания сценария третьего фильма, «Тайны Дамблдора», после пандемии коронавируса. Фильмы рассказывают об Альбусе Дамблдоре, поиске его агентов — в основном, Ньюта Скамандера во время его магического спасения существ сафари — и противостоянии с Геллертом Грин-де-Вальдом, его бывшим возлюбленным, по мере приближения Первой Войны Волшебников и Второй мировой войны.
В главной роли Ньюта Скамандера Эдди Редмейн, Джуд Лоу сыграл Альбуса Дамблдора, Колин Фаррелл, Джонни Депп и Мадс Миккельсен (заменивший Деппа в третьем фильме) сыграли третьего главного героя: антагониста Геллерта Грин-де-Вальда. Также в главных ролях Эзра Миллер, Кэтрин Уотерстон, Элисон Судол, Дэн Фоглер, Виктория Йейтс, Джессика Уильямс, Каллум Тёрнер и Ричард Койл.
Продюсером серии выступил Дэвид Хейман из Heyday Films, производство длилось более шести лет, было продлено из-за пандемии. Серия была коммерчески очень успешной, в совокупности заработав более 1,8 миллиардов, что в три раза превышает бюджеты. Первый фильм получил положительные отзывы, а два последних получили смешанные отзывы, при этом некоторые критики считают, что серия уступает фильмам о Гарри Поттере.

## Предыстория
12 сентября 2013 года, спустя 2 года после выхода фильма «Гарри Поттер и Дары Смерти. Часть 2», Warner Bros. объявила о попытке расширить волшебный мир Гарри Поттера в «Волшебный мир», Джоан Роулинг начала разрабатывать сценарий для приквела, названного в честь книги, которую Роулинг написала в 2001 году, которая была продана, чтобы получить деньги для британской благотворительной организации «Разрядка смехом», основанной на одноимённом учебнике во вселенной из серии романов о Гарри Поттере. Действие фильма происходит за семьдесят лет до приключений Гарри Поттера и после приключений вымышленного автора книги Ньюта Скамандера, фильм ознаменует как дебют сценария Роулинг, так и первую предполагаемую часть в новой серии, предварительно названной «Фантастические твари. По словам Роулинг, после того, как Warner Bros. предложила экранизацию либо «Фантастических зверей», либо романа «Квиддич с древности до наших дней», она написала черновик сценария за двенадцать дней. Она сказала: «Это не был отличный проект, но он показал форму того, как он может выглядеть. Вот так всё началось». В марте 2014 года было объявлено, что планируется трилогия, действие первого фильма будет происходить в Нью-Йорке, вернулись продюсер Дэвид Хейман, а также сценарист Стив Кловис.

## Производство
| Фильм                                               | Дата выхода    | Режиссёр    | Сценарист                   | Продюсер                                                             | Статус |
| --------------------------------------------------- | -------------- | ----------- | --------------------------- | -------------------------------------------------------------------- | ------ |
| «Фантастические твари и где они обитают»            | 18 ноября 2016 | Дэвид Йейтс | Джоан Роулинг               | Дэвид Хейман, Джоан Роулинг, Стив Кловис и Лайонел Уигрэм            | Вышел  |
| «Фантастические твари: Преступления Грин-де-Вальда» | 16 ноября 2018 | Дэвид Йейтс | Джоан Роулинг               | Дэвид Хейман, Джоан Роулинг, Стив Кловис и Лайонел Уигрэм            | Вышел  |
| «Фантастические твари: Тайны Дамблдора»             | 15 апреля 2022 | Дэвид Йейтс | Джоан Роулинг и Стив Кловис | Дэвид Хейман, Джоан Роулинг, Стив Кловис, Лайонел Уигрэм и Тим Льюис | Вышел  |

В июне 2015 года Эдди Редмэйн был выбран на главную роль Ньюта Скамандера, выдающегося магозоолога. Другие актёры: Кэтрин Уотерстон в роли Тины Голдштейн, Элисон Судол в роли Куини Голдштейн, Дэн Фоглер в роли Якоба Ковальски, Эзра Миллер в роли Криденс Бэрбоун, Саманта Мортон в роли Мэри Лу, Дженн Мюррей в роли Честит Бэрбоун, Фейт Вуд-Благроув в роли Модести Бэрбоун и Колин Фаррелл в роли Персиваля Грейвса / Геллерт Грин-де-Вальд. Съёмки начались 17 августа 2015 года в Warner Bros. Студии, Ливсден. Через два месяца производство перешло в Сент-Джордж-Холл в Ливерпуле, который был преобразован в Нью-Йорк 1920-х годов. Премьера фильма «Фантастические твари и где они обитают» состоялась 18 ноября 2016 года.
Второй фильм был анонсирован в марте 2014 года. В октябре 2016 года стало известно, что Йейтс и Роулинг вернутся в качестве режиссёра, сценариста и со-продюсера, а Редмейн вернется, чтобы сыграть главную роль Ньюта Скамандера во всех фильмах серии. В ноябре 2016 года было подтверждено, что Джонни Депп будет играть главную роль в сиквеле, повторив свою роль в роли Геллерта Гриндельвальда из первого фильма, заменив Фаррелла. Позже в том же месяце было объявлено, что Альбус Дамблдор появится в будущих фильмах, хотя его будет играть молодой актёр, вытеснитв Скамандера как протагониста сериала. В апреле 2017 года было подтверждено, что Джуд Лоу был выбран на роль Дамблдора съёмки проходили в Нью-Йорке, Великобритании и Париже, где также происходило действие фильма. Съёмки начались 3 июля 2017 года на Warner Bros. Studios, Ливсден и закончились 20 декабря 2017 года, премьера фильма «Фантастические твари: Преступления Грин-де-Вальда» состоялась 16 ноября 2018 года.
Первоначально планировалось начать съёмки в июле 2019 года и выпустить фильм в ноябре 2020 года, но производство третьего фильма было перенесено на конец 2019 года, чтобы дать больше времени на сценарий и изменение планов на будущее серии. В 2018 году в Twitter Роулинг пообещала, что третий фильм даст ответы на вопросы. В октябре 2019 года Дэн Фоглер заявил, что съёмки третьего фильма начнутся в феврале 2020 года. В ноябре 2019 года было объявлено, что сценарий был написан и Роулинг, и Стивом Кловисом, последний вернулся после того, как отсутствовал в качестве сценариста в первых двух. 16 марта 2020 года съёмки были отложены из-за пандемии COVID-19. Дата выхода была снова отложена с 12 ноября 2021 года на 15 июля 2022 года. 20 августа 2020 года было подтверждено, что съёмки начнутся в сентябре. 20 сентября 2020 года Эдди Редмейн подтвердил, что съёмки продолжаются две недели с учётом мер предосторожности, чтобы защитить актёров и съёмочную группу от COVID-19. 6 ноября 2020 года Джонни Депп сообщил, что Warner Bros попросила его отказаться от роли Грин-де-Вальда, и он согласился это сделать. 25 ноября 2020 года, Warner Bros. объявила, что Мадс Миккельсен заменит Деппа в роли Грин-де-Вальда. 3 февраля 2021 года съёмки в Великобритании были прекращены после того, как участник производства получил положительный результат теста на COVID-19.. Композитор Джеймс Ньютон Ховард в том же месяце подтвердил, что съёмки завершены. В сентябре 2021 года дата выхода фильма была перенесена на 15 апреля 2022 года, наряду с объявлением полного названия: «Фантастические твари: Тайны Дамблдора». В нескольких европейских и азиатских странах премьера состоялась на неделю раньше.

## Компьютерные игры
| Название                                              | Дата выхода    | Издатель                               | Разработчик(и)                    | Платформы                              |
| ----------------------------------------------------- | -------------- | -------------------------------------- | --------------------------------- | -------------------------------------- |
| Fantastic Beasts: Cases from the Wizarding World      | 17 ноября 2016 | Warner Bros. Interactive Entertainment | Mediatonic WB Games San Francisco | Android, iOS                           |
| Fantastic Beasts and Where to Find Them VR Experience | 10 ноября 2016 | Warner Bros. Interactive Entertainment | Framestore                        | Google Daydream                        |
| Fantastic Beasts and Where to Find Them VR Experience | 23 января 2018 | Warner Bros. Interactive Entertainment | Framestore                        | HTC Vive, Oculus Rift, Samsung Gear VR |

## Музыка
| Название                                                                         | Дата выхода    | Длительность | Композитор           | Лейбл            |
| -------------------------------------------------------------------------------- | -------------- | ------------ | -------------------- | ---------------- |
| Fantastic Beasts and Where to Find Them (Original Motion Picture Soundtrack)     | 18 ноября 2016 | 1:38         | Джеймс Ньютон Ховард | WaterTower Music |
| Fantastic Beasts: The Crimes of Grindelwald (Original Motion Picture Soundtrack) | 9 ноября 2018  | 1:17         | Джеймс Ньютон Ховард | WaterTower Music |
| Fantastic Beasts: The Secrets of Dumbledore (Original Motion Picture Soundtrack) | 8 апреля 2022  | 1:50         | Джеймс Ньютон Ховард | WaterTower Music |

## Восприятие

### Кассовые сборы
«Фантастические твари и где они обитают» был восьмым кассовым фильмов 2016 года, а «Фантастические твари: Преступления Грин-де-Вальда» был десятым кассовым фильмов 2018 года.
| Фильм                                               | Дата выхода    | Кассовые сборы | Кассовые сборы    | Кассовые сборы | Ранк         | Ранк          | Бюджет   | Примечания    |
| Фильм                                               | Дата выхода    | США и Канада   | Другие территории | По всему миру  | США и Канада | По всему миру | Бюджет   | Примечания    |
| --------------------------------------------------- | -------------- | -------------- | ----------------- | -------------- | ------------ | ------------- | -------- | ------------- |
| «Фантастические твари и где они обитают»            | 18 ноября 2016 | $234 037 575   | $580 006 426      | $811 724 385   | 152          | 88            | $175 млн | [ 57 ]        |
| «Фантастические твари: Преступления Грин-де-Вальда» | 16 ноября 2018 | $159 555 901   | $495 300 000      | $648 455 339   | 352          | 146           | $200 млн | [ 58 ]        |
| «Фантастические твари: Тайны Дамблдора»             | 15 апреля 2022 | $95 850 844    | $311 300 000      | $407 150 844   | 814*         | 322*          | $200 млн | [ 59 ]        |
| Всего                                               | Всего          | $489 444 320   | $1 386 606 426    | $1 876 050 746 | 5            | 4             | $575 млн | [ 60 ] [ 61 ] |

### Реакция критиков и зрителей
| Фильм                                               | Критики           | Критики         | Зрители     |
| Фильм                                               | Rotten Tomatoes   | Metacritic      | CinemaScore |
| --------------------------------------------------- | ----------------- | --------------- | ----------- |
| «Фантастические твари и где они обитают»            | 74% (347 отзывов) | 66 (50 отзывов) | A           |
| «Фантастические твари: Преступления Грин-де-Вальда» | 36% (336 отзывов) | 52 (48 отзывов) | B+          |
| «Фантастические твари: Тайны Дамблдора»             | 46% (237 отзывов) | 47 (49 отзывов) | B+          |

### Награды и номинации

#### Оскар
В 2017 году первый фильм одержал победу в номинации «Лучший дизайн костюмов», став первым фильмом во франшизе «Волшебный мир», получившим премию «Оскар».
| Фильм                  | Лучшая работа художника-постановщика | Лучший дизайн костюмов |
| ---------------------- | ------------------------------------ | ---------------------- |
| «Фантастические твари» | Номинация                            | Победа                 |

#### BAFTA
| Фильм                     | Выдающийся британский фильм | Лучший дизайн костюмов | Лучшая работа художника-постановщика | Лучший звук | Лучшие визуальные эффекты |
| ------------------------- | --------------------------- | ---------------------- | ------------------------------------ | ----------- | ------------------------- |
| «Фантастические твари»    | Номинация                   | Номинация              | Победа                               | Номинация   | Номинация                 |
| The Crimes of Grindelwald |                             |                        | Номинация                            |             | Номинация                 |